# أدريان بوب
أدريان بوب (مواليد 13 فبراير 1968) هو مبارز بالسيف روماني، مثّل بلاده في الألعاب الأولمبية الصيفية 1992.

## روابط خارجية
أدريان بوب على موقع الاتحاد الدولي للمبارزة (الإنجليزية)
- أدريان بوب على موقع أوليمبيديا (الإنجليزية)